# Szelennyah
A Szelennyah (oroszul: Селеннях) folyó Oroszország ázsiai részén, Északkelet-Szibériában, Jakutföldön; az Ingyigirka bal oldali mellékfolyója.

## Földrajz
Hossza: 796 km, vízgyűjtő területe: 30 800 km², évi közepes vízhozama a torkolatnál: 180 m³/s.
A Cserszkij-hegylánc északnyugati peremén ered. Más forrás szerint a Polousznij-hegységben eredő két folyó: a Nyamnyi és a Hargi-Szala (Нямни, Харгы-Сала) egyesülésével keletkezik. 
A Moma–Szelennyah-medencében (vagy Szelennyahi-medencében) dél felé tart. Kb. 400 km megtétele után fokozatosan keletre fordul, majd a hegyes vidéket elhagyva az apró tavakkal és mocsaras tajgával borított Abiji-alföldön folyik tovább. Ott ömlik az Ingyigirkába, 755 km-re annak torkolatától.
Október elejétől május végéig jég borítja.
Jelentősebb, jobb oldali mellékfolyója a Bjorjoljojoh (Бёрёлёёх, 154 km) és a Buor-Jureh (Буор-Юрэх, 116 km).